# 小行星55418
小行星55418（55418 Bianciardi）是一颗绕太阳运转的小行星，为主小行星带小行星。该小行星于2001年10月20日发现。
該小行星以義大利錫耶納大學研究員吉奧吉歐·比安奇亞迪（Giorgio Bianciardi）命名。

## 轨道参数
小行星55418的轨道半长轴为438 937 530 km，2.9340744 UA，离心率为0.111。